# ايدي كويلان

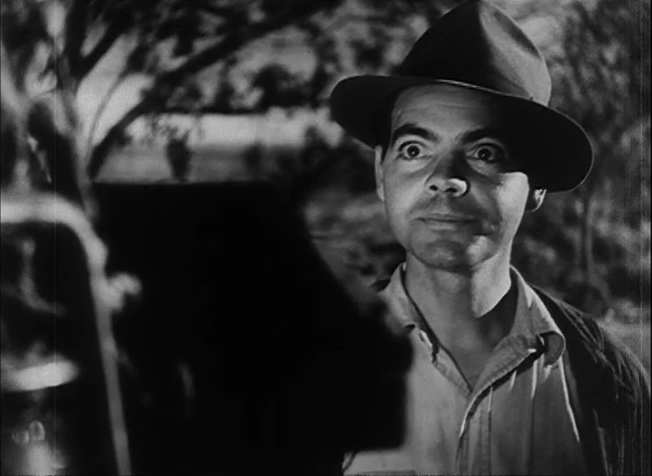
صورة ايدي بدور كونان في عناقيد الغضب (فيلم) عام 1940

'ايدي كويلان '(بالإنجليزية:Eddie Quillan) ممثل أفلام أمريكي (31 مارس 1907 - 19 يوليو 1990)  بدأ التمثيل بفيلم صامت في فودفيل بالمسرح ثم اكمل في التلفزيون في الثمانينات. شارك في فيلم عناقيد الغضب عام 1940
لعائلة فودفيل ولد في فيلادلفيا (بنسيلفانيا) 

## وفاتة
توفي بالسرطان في بربانك (كاليفورنيا)  

## أفلامه
- Hollywood Party (1934)
- Gridiron Flash (1935)
- Mutiny on the Bounty (1935)
- The Mandarin Mystery (1936)
- Young Mr. Lincoln (1939)
- Dark Streets of Cairo (1940)
- عناقيد الغضب 1940
- Dancing on a Dime (1940)
- This Is the Life (1944)
- The Impostor (1944)

## روابط خارجية
- ايدي كويلان على موقع IMDb (الإنجليزية)
- ايدي كويلان على موقع ألو سيني (الفرنسية)
- ايدي كويلان على موقع أول موفي (الإنجليزية)
- ايدي كويلان على موقع قاعدة بيانات الأفلام السويدية (السويدية)
- ايدي كويلان على موقع إن إن دي بي (الإنجليزية)
- ايدي كويلان على موقع قاعدة بيانات الفيلم (الإنجليزية)
- ايدي كويلان على موقع كينوبويسك (الروسية)